# Copa Roca de 1960
A Copa Roca de 1960 foi um torneio de futebol amistoso disputado entre a Seleção Brasileira e a Seleção Argentina, nos dias 26 de Maio e 29 de Maio de 1960.
As duas partidas ocorreram no Estádio Mâs Monumental em Buenos Aires. O Brasil se sagrou campeão na prorrogação, após devolver a derrota na primeira partida.

## Jogos
A primeira partida foi vencida pela Argentina. Pando para Nardielo. 1 a 0. Novamente Pando para Nardielo. 2 a 0. No segundo tempo, Navarro faz penalti em Servillio. Djalma Santos cobra. 2 a 1. Vitor cabeceia e D'arenzo faz o terceiro. Dino cruza e Delém de cabeça. 3 a 2. Carceo lança Belén que finaliza o placar 4 a 2. 
Na segunda partida o Brasil venceu por 4 a 2. Julinho cruzou, Ayala espalmou e Delém finalizou. 1 a 0. Delém novamente em bola que Ayala soltou nessa vez em cruzamento de Roberto. 
A partida foi para a prorrogação. Belem cobrou, Gilmar afastou de soco e Sosa marcou. Julinho em chute de longa distância. Sabará cruzou e Servilio de cabeça marcou. 

## Primeiro jogo
| 26 de maio | Brasil                    | 2 – 4 | Argentina                                                                     | Estádio Mâs Monumental, Buenos Aires   |
|            | ?'Djalma Santos · ?'Delém |       | ?' Ángel Nardiello · ?' Ángel Nardiello · ?' Edgardo D'Ascenzo · ?'Raúl Belén | Público: 60,000 Árbitro: Carlos Robles |

|                |    |                      |  |     |
|                |    |                      |  |     |
| G              | 1  | Gylmar               |  |     |
| LD             | 2  | Djalma Santos        |  |     |
| Z              | 3  | Bellini              |  |     |
| Z              | 4  | Vítor Lituano        |  |     |
| LE             | 6  | Geraldo Scotto       |  |     |
| M              | 5  | Dino Sani            |  |     |
| M              | 10 | Almir Pernambuquinho |  |     |
| A              | 7  | Júlio Botelho        |  |     |
| A              | 8  | Chinesinho           |  |     |
| A              | 9  | Servílio             |  |     |
| A              | 11 | Roberto Frojuello    |  |     |
| Substituições: |    |                      |  |     |
| M              |    | Delém                |  | 70' |
| Treinador:     |    |                      |  |     |
| Vicente Feola  |    |                      |  |     |

|                   | G | Osvaldo Ayala      | (Boca Juniors)       |
|                   | D | Carlos Álvarez     | (Rosário Central)    |
|                   | D | Rubén Navarro      | (Independiente)      |
|                   | D | José Nazionale     | (Lanús)              |
|                   | M | Marcelo Etchegaray | (River Plate)        |
|                   | M | Héctor Guidi       | (Lanús)              |
|                   | A | Martín Pando       | (Argentinos Juniors) |
|                   |   | Rubén Berón        | (Ferro Carril Oeste) |
|                   | A | Ángel Nardiello    | (Boca Juniors)       |
|                   |   | Antonio Cielinsky) | (Vélez Sarsfield)    |
|                   | A | Osvaldo Carceo     | (Argentinos Juniors) |
|                   | A | Edgardo D'Ascenzo  | (Independiente)      |
|                   | A | Raúl Belén         | (Racing)             |
| Treinador:        |   |                    |                      |
| Guillermo Stábile |   |                    |                      |

## Segundo jogo
| 29 de maio | Brasil                                              | 4-1 (2-0) | Argentina     | Estádio Mâs Monumental, Buenos Aires   |
|            | Delém ?' · Delém ?' · Júlio Botelho ?' · ?'Servílio |           | Rubén Sosa ?' | Público: 40,000 Árbitro: Carlos Robles |

| G              | 1  | Gylmar             |  |     |
| LD             | 2  | Djalma Santos      |  |     |
| Z              | 3  | Bellini            |  |     |
| Z              | 4  | Aldemar dos Santos |  |     |
| LE             | 6  | Geraldo Scotto     |  |     |
| M              | 5  | Dino Sani          |  |     |
| M              | 10 | Décio Esteves      |  |     |
| A              | 7  | Júlio Botelho      |  |     |
| A              | 8  | Chinesinho         |  |     |
| A              | 9  | Delém              |  |     |
| A              | 11 | Roberto Frojuello  |  |     |
| Substituições: |    |                    |  |     |
| M              |    | Servílio           |  | 70' |
| M              |    | Sabará             |  | 70' |
| Treinador:     |    |                    |  |     |
| Vicente Feola  |    |                    |  |     |

|                   | G | Osvaldo Ayala     | (Boca Juniors)       |
|                   | D | Carlos Álvarez    | (Rosário Central)    |
|                   | D | Rubén Navarro     | (Independiente)      |
|                   | D | José Nazionale    | (Lanús)              |
|                   | M | Juan Carlos Murúa | (Racing)             |
|                   | M | Héctor Guidi      | (Lanús)              |
|                   | A | Martín Pando      | (Argentinos Juniors) |
|                   |   | Rubén Berón       | (Ferro Carril Oeste) |
|                   | A | Ángel Nardiello   | (Boca Juniors)       |
|                   | A | Osvaldo Carceo    | (Argentinos Juniors) |
|                   |   | Walter Jiménez)   | (Independiente)      |
|                   | A | Edgardo D'Ascenzo | (Independiente)      |
|                   |   | Rúben Sosa)       | (Racing)             |
|                   | A | Raúl Belén        | (Racing)             |
| Treinador:        |   |                   |                      |
| Guillermo Stábile |   |                   |                      |